# 만학도
만학도는 보통의 학생들보다 늦은 나이에 학교를 다니는 학생을 말한다.

## 원인
보통 가난, 전쟁, 생계 유지, 재수 등의 이유로 공부를 다시 시작하는 경우 만학도가 된다. 오랜 기간 배움에 대한 갈망이 있는 상태로 지내다가 기회가 생겨서 상급 학교에 늦게나마 진학하는 경우 만학도가 된다.

## 어려움
보통 일과 공부를 병행하기 때문에 제 나이에 대학에서 공부를 하는 학생들보다 학업을 힘들게 느끼게 된다. 시간이 모자라다 보니 특정 학과의 경우 본인이 희망해도 진학하기 힘들기도 하다. 특히 시간이 지날수록 새로운 문제나 풀이가 새롭게 개발 혹은 도입되거나 교육 과정이 변경될 수 있기 때문에 과거에 배운 내용이 쓸모가 없어질 수도 있다.  

## 만학도만을 위한 대학
대한민국의 경우 2016년부터 교육부와 국가평생교육진흥원이 전국의 6개 대학에 예산을 지원하여 만학도를 위한 교육과정을 운영하도록 했다. 평생교육원에서 하던 학점 인정 과정도 이 단과대학들로 옮겨진다. 30세 이상의 특성화 고교를 졸업하고 3년 이상 산업체에서 근무한 경력이 있는 경우 모집 대상이다. 이 기준을 만족하면 수능을 치지 않아도 서류심사와 면접을 통해 학생을 뽑게 된다. 학점별 등록금이 정해지며 국가장학금이 우선적으로 지원된다.
일과 공부를 병행하는 경우가 종종 있기 때문에 수업 시간과 환경도 여러 가지 중 다양하게 선택할 수 있다.

## 기타
나이가 많다보니 동급생들에게 존중받는 경우가 많다. 사회에서 쌓은 연륜이 수업 내용을 따라가는 데 도움이 되는 경우가 있어 늘 불리한 것만은 아니다. 나이가 많아도 노태권처럼 오히려 후배들보다 공부를 상당히 잘 하는 경우도 많다. 그러나 아무래도 먼저 추월한 나이가 비슷한 동기들보단 학문적인 면에서 불리한 편이다.